# Amalia Fahlstedt
Amalia Vilhelmina Fahlstedt, född 8 januari 1853 i Stockholm, död 29 januari 1923 i Djursholm, var en svensk skolföreståndare, författare och översättare. Signatur: Rafael. 

## Biografi
Amalia Fahlstedt var dotter till handlanden Anders Gustaf Fahlstedt och Johanna Wilhelmina Bergström. 
Hon hade fem syskon, bland andra Frans Eugène Fahlstedt. Hon fick sin utbildning på Jenny Rossanders lärokurs för lärarinnor och förblev ogift hela livet. Tillsammans med systern Bertha startade hon en skola för yngre barn i hemmet. Efter moderns död levde syskonen Amalia, Bertha och Frans Eugène Fahlstedt tillsammans med Augusta som blivit änka med sex barn. Ett av dem var Elsa Beskow och miljön med mostrarna och morbrodern sägs ha inspirerat till sagofigurerna Tant Grön, tant Brun, tant Gredelin och farbror Blå.
1892 grundade hon tillsammans med Ellen Key och Elna Tenow föreningen Tolfterna, vars syfte var att erbjuda ett forum för bildning, diskussion och utbyte av kvinnors erfarenheter över klassgränserna.
Fahlstedt tillhörde realismen och skrev såväl barn- och ungdomslitteratur som litteratur för vuxna. Hennes debutbok I flygten utkom 1883. 
Utöver författarkarriären verkade hon som översättare, bland annat från italienska och nederländska, och som lärare.
En av Fahlstedt förordnad stipendiestiftelse delar varje år ut stipendium till manliga studerande av Norrlands nation; stiftelsen administreras idag av Uppsala Akamediförvaltning.

### Översättningar (urval)
- Frederik van Eeden: Ut bland människorna: berättelse (Wahlström & Widstrand, 1906)
- Antonio Fogazzaro: Ett helgon (Il santo) (Björck & Börjesson, 1907)
- Jan Ligthart: Frihet och disciplin i uppfostran (Nordiska förlaget, 1910)
- Georges Ohnet: Herr Derblays giftermål (Le maitre de forges) (Nordiska förlaget, 1912)
- Leonard Trelawny Hobhouse: Liberalismen (Liberalism) (Tiden, 1913)
- Charles Dickens: Mrs Lirriper och hennes hyresgäster samt andra berättelser (Wahlström & Widstrand, 1921)

### Fotnoter
1. ↑  hämtat från: svenskspråkiga Wikipedia.[källa från Wikidata]
2. 1 2  Nordisk familjebok 1923: Fahlstedt, Amalia
3. ↑  ”skbl.se - Amalia Wilhelmina Fahlstedt”. skbl.se. http://skbl.se/sv/artikel/AmaliaFahlstedt. Läst 28 april 2020.
4. ↑  webb (4 april 2005). ”Biografi”. Elsa Beskow. https://elsabeskow.se/2005/04/04/elsa-beskow-biografi/. Läst 28 april 2020.
5. ↑  ”Ellen Key”. Göteborgs universitetsbibliotek. http://www.ub.gu.se/kvinn/portaler/kunskap/biografier/key.xml. Läst 30 januari 2014.
6. ↑  Gedin 2004, s. 230
7. ↑  ”Arkiverade kopian”. Arkiverad från originalet den 22 december 2017. https://web.archive.org/web/20171222051516/http://www.uaf.uu.se/sv/stiftelse/?s=91405. Läst 19 december 2017.